# Bremsreihe

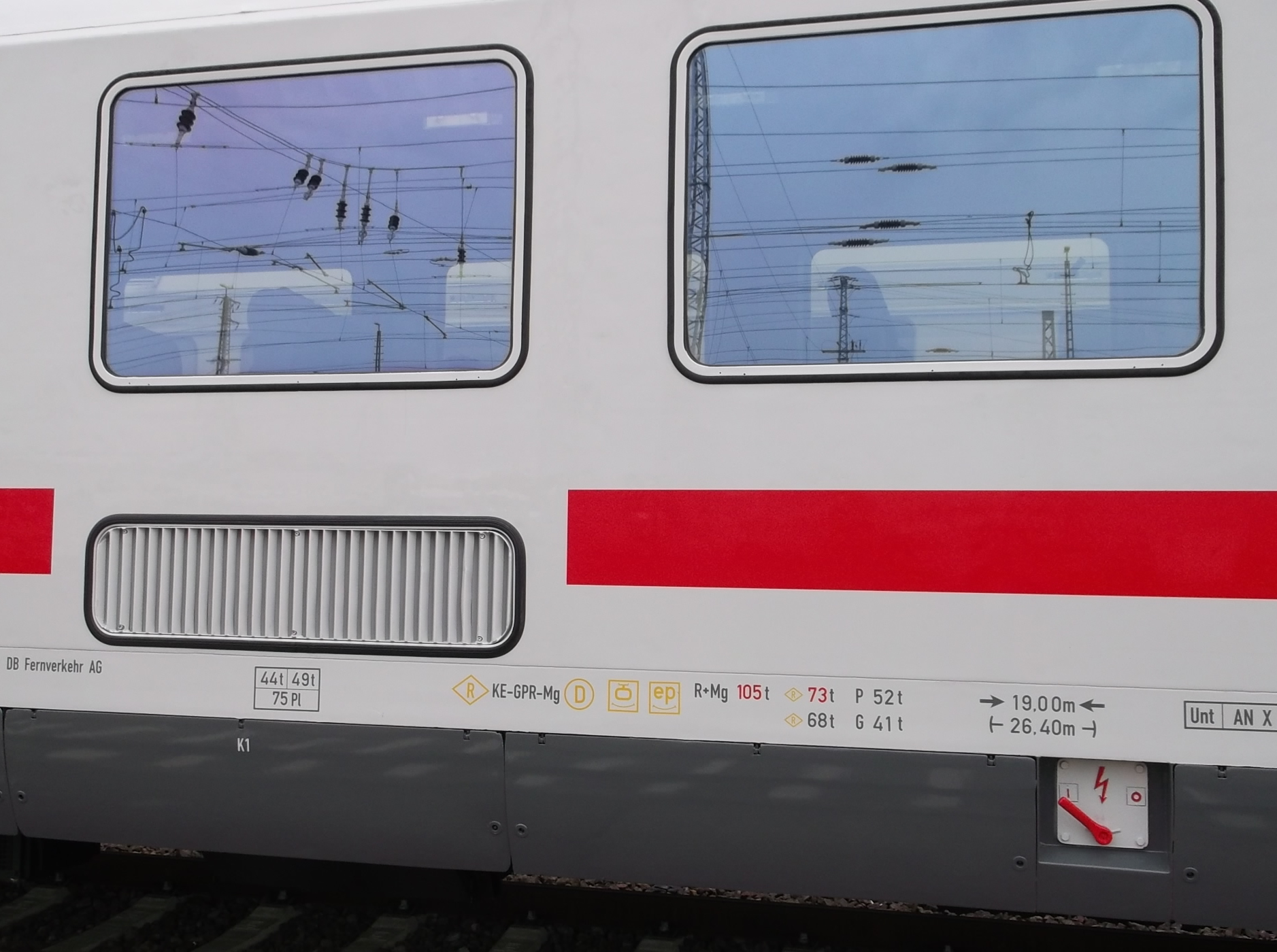
Bremsanschrift eines InterCity-Reisezugwagen der DB AG. Aus den an den Wagen angeschriebenen Bremsgewichten wird das Bremsverhältnis berechnet, aus dem anschließend die Bremsreihe bestimmt wird.

Bremsreihen sind bei den Schweizer Eisenbahnen festgelegte Bremsverhältnisse und bestimmen zusammen mit der Zugreihe die Höchstgeschwindigkeit eines Zuges. Diese ist abhängig von der vorhandenen Vorsignalentfernung und der Neigung der Strecke und wird von den Infrastrukturunternehmen in den Streckentabellen bekannt gegeben.
Beim Bilden eines Zuges wird durch die Bremsrechnung aus dem Bremsgewicht und der Masse des Zuges (Zuggewicht) zunächst das Bremsverhältnis wie folgt berechnet:
{\displaystyle {\mbox{Bremsverhältnis}}\ (\%)={\frac {\mbox{Bremsgewicht (t)}}{\mbox{Zuggewicht (t)}}}\cdot 100\ (\%)}
Anschließend wird aus dem Bremsverhältnis anhand der unten stehenden Tabelle die Bremsreihe bestimmt. Dabei ist zu berücksichtigen, dass die Bremsreihe auch abhängig von der Zugreihe ist. Die höchstmögliche Bremsreihe eines Zuges mit der Zugreihe A ist demnach A115%.
| Zugreihe   | Bremsreihen in Prozent | Bremsreihen in Prozent | Bremsreihen in Prozent | Bremsreihen in Prozent | Bremsreihen in Prozent | Bremsreihen in Prozent | Bremsreihen in Prozent | Bremsreihen in Prozent | Bremsreihen in Prozent | Bremsreihen in Prozent | Bremsreihen in Prozent | Bremsreihen in Prozent | Bremsreihen in Prozent | Bremsreihen in Prozent |
| ---------- | ---------------------- | ---------------------- | ---------------------- | ---------------------- | ---------------------- | ---------------------- | ---------------------- | ---------------------- | ---------------------- | ---------------------- | ---------------------- | ---------------------- | ---------------------- | ---------------------- |
| Zugreihe N | 180                    | 150                    |                        |                        |                        |                        |                        |                        |                        |                        |                        |                        |                        |                        |
| Zugreihe R | 180                    | 150                    | 135                    | 125                    | 115                    | 105                    |                        |                        |                        |                        |                        |                        |                        |                        |
| Zugreihe A |                        |                        |                        |                        | 115                    | 105                    | 95                     | 85                     | 80                     | 75                     | 70                     | 65                     | 60                     | 50                     |
| Zugreihe D |                        |                        |                        |                        | 115                    | 105                    | 95                     | 85                     | 80                     | 75                     | 70                     | 65                     | 60                     | 50                     |

Wird der Wert einer Bremsreihe nicht erreicht, ist der nächsttiefere Wert anzuwenden. Beispielsweise ergibt ein Bremsverhältnis von 89 % die Bremsreihe A85% oder D85%. Die Zugreihe R kommt also für diesen Zug nicht mehr in Frage.